# Orphans of Doom (americká hudební skupina)
Orphans of Doom (v překladu z angličtiny sirotci zkázy) je americká stoner/sludge metalová kapela založená v roce 2016 ve městě Kansas City ve státě Missouri. Mezi zakladatele skupiny patřili zpěvák a baskytarista Jeremy Isaacson, bubeník Greg Koelling a kytarista Bryan Sedey. V roce 2019 členové kapely přibrali baskytaristu Justina Mantootha a Jeremy Isaacson začal hrát na kytaru.
Debutové studiové album Strange Worlds/Fierce Gods vyšlo roku 2018. Druhá deska s názvem II vyšla v únoru 2020.
K červnu 2021 má kapela na svém kontě mimo výše zmiňovaných dvou alb ještě jedno EP.

## Diskografie

### Studiová alba
- Strange Worlds/Fierce Gods (2018)
- II (2020)

### EP
- Orphans of Doom (2020)